# Condado de Franklin (Washington)
El condado de Franklin es uno de los 39 condados del estado estadounidense de Washington.
En el año 2000, su población era de 49,347 habitantes. La capital del condado es Pasco, que es además la ciudad más grande del mismo. Debe su nombre a Benjamin Franklin. El condado fue fundado el 28 de noviembre de 1883.

## Localidades
- Basin City
- Connell
- Kahlotus
- Mesa
- Pasco
- West Pasco

### Áreas no incorporadas
- Eltopia